# RATAN-600
RATAN-600 (rusky РАТАН-600 – радиоастрономический телескоп Академии наук) je radioteleskop ve stanici Zelenčukskaja v Karačajsko-Čerkesku v Rusku, který je součástí tamní Speciální astrofyzikální observatoře.

## Historie
RATAN-600 byl uveden do provozu v roce 1974.

## Vlastnosti

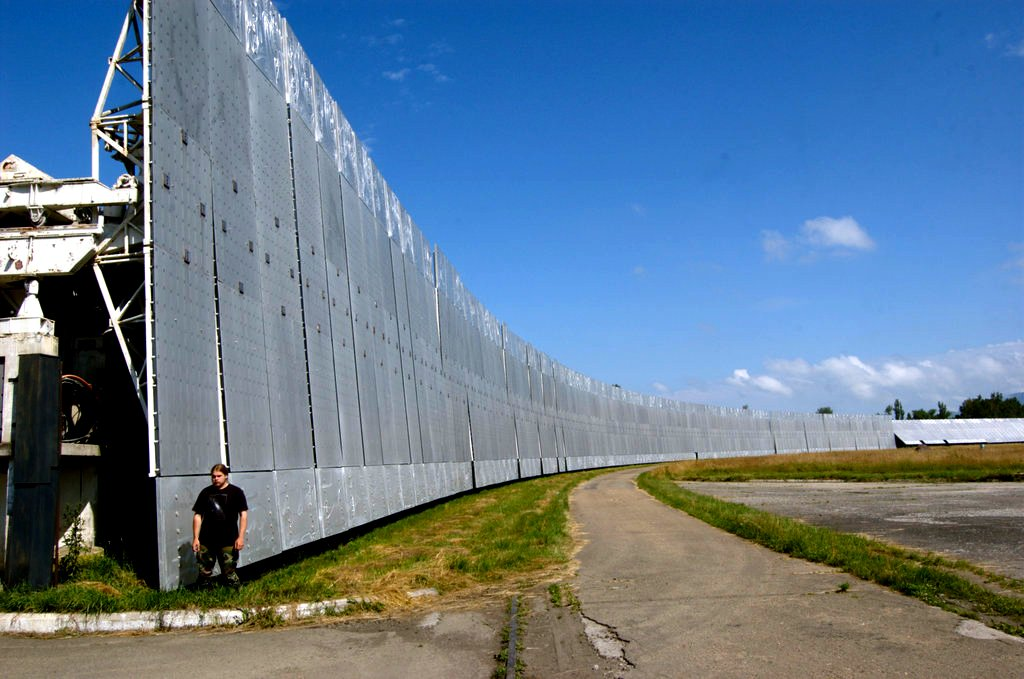
Radioreflektory odrážející signály k přijímači

Radioteleskop RATAN-600 je tvořen radioreflektory umístěnými po obvodu kruhu s průměrem téměř 600 metrů, které odrážejí signály ke středovému přijímači. Je schopen sledovat široké pásmo 610 MHz až 30 GHz.